# Invariante dinamico
In meccanica razionale l'invariante dinamico è una grandezza scalare caratteristica dell'atto di moto di un corpo rigido, e vale:
{\displaystyle I_{D(t)}=\mathbf {R} _{(t)}\cdot \mathbf {M} _{(t)}}
La sua invarianza deriva dalla relazione tra momento meccanico M e forza F risultanti su un corpo rigido, e dalle proprietà del prodotto misto:
{\displaystyle \mathbf {R} \cdot \mathbf {M} =\mathbf {R} \cdot \mathbf {M'} +\mathbf {R} \cdot \mathbf {R} \times \mathbf {r} =\mathbf {R} \cdot \mathbf {M'} },
Da questa dimostrazione si evince infatti come ID sia unico per tutti i punti del corpo rigido, mentre non si mantiene generalmente costante durante il moto.
Quando l'invariante scalare è nullo il sistema dinamico è equivalente ad una forza pura, nel caso in cui il momento risultante sia nullo o i due vettori siano perpendicolari, o ad una pura coppia, nel caso in cui la forza risultante sia nulla.

## Definizione
Dati
{\displaystyle \mathbf {M} _{P}=\sum _{i=1}^{N}\left(A_{i}-P\right)\times \mathbf {u} _{i}}
dove {\displaystyle A_{i}} sono i punti di applicazione dei vettori {\displaystyle \mathbf {u} _{i}}, e
{\displaystyle \mathbf {R} =\sum _{i=1}^{N}\mathbf {u} _{i}}
l'invariante scalare è definito come
{\displaystyle I=\mathbf {M} _{P}\cdot \mathbf {R} =M_{P}R\cos \theta }
con {\displaystyle M_{P}} modulo di {\displaystyle \mathbf {M} _{P}}, {\displaystyle R} modulo di {\displaystyle \mathbf {R} } e θ valore dell'angolo compreso tra {\displaystyle \mathbf {M} _{P}} e {\displaystyle \mathbf {R} }.

## Equivalenza tra momenti di poli diversi
Il termine invariante è dovuto al fatto che esso non dipende dal polo scelto, cioè
{\displaystyle I=\mathbf {M} _{P}\cdot \mathbf {R} =\mathbf {M} _{Q}\cdot \mathbf {R} }
con P e Q poli distinti.

### Dimostrazione
Per la teoria di equivalenza il momento di un polo Q, dato {\displaystyle \mathbf {M} _{P}}, vale
{\displaystyle \mathbf {M} _{Q}=\mathbf {M} _{P}+\left(P-Q\right)\times \mathbf {R} }
moltiplicando scalarmente per {\displaystyle \mathbf {R} } entrambi i membri si ottiene
{\displaystyle \mathbf {M} _{Q}\cdot \mathbf {R} =\mathbf {M} _{P}\cdot \mathbf {R} +\left(P-Q\right)\times \mathbf {R} \cdot \mathbf {R} }
sfruttando la proprietà ciclica del prodotto misto la relazione diventa
{\displaystyle \mathbf {M} _{Q}\cdot \mathbf {R} =\mathbf {M} _{P}\cdot \mathbf {R} +\left(P-Q\right)\cdot \mathbf {R} \times \mathbf {R} }
ma
{\displaystyle \mathbf {R} \times \mathbf {R} =\mathbf {0} }
perché {\displaystyle \mathbf {R} } è parallelo a se stesso, e quindi
{\displaystyle \mathbf {M} _{Q}\cdot \mathbf {R} =\mathbf {M} _{P}\cdot \mathbf {R} =I}

## Uso dell'invariante scalare

### Ricerca dell'asse centrale
Dal valore che l'invariante scalare assume è possibile ricavare l'asse centrale (luogo dei poli di momento minimo) del sistema di vettori o, in mancanza di esso, almeno un polo di momento minimo o nullo. Supponendo un sistema di vettori a risultante {\displaystyle \mathbf {R} } non nullo, tale che R > 0, si possono ottenere i seguenti casi:
- {\displaystyle I=0}
  - {\displaystyle \mathbf {M} _{P}=\mathbf {0} } : allora P appartiene all'asse centrale, che è la retta passante per P parallela a {\displaystyle \mathbf {R} }
  - {\displaystyle \mathbf {M} _{P}\perp \mathbf {R} } : allora esiste un polo Q di momento nullo. Infatti:

{\displaystyle \mathbf {R} \times \mathbf {M} _{Q}=\mathbf {R} \times \mathbf {M} _{P}+\mathbf {R} \times \left[\left(P-Q\right)\times \mathbf {R} \right]=\mathbf {0} }
{\displaystyle \Rightarrow \mathbf {R} \times \mathbf {M} _{P}+\left(\mathbf {R} \cdot \mathbf {R} \right)\left(P-Q\right)-\left[\mathbf {R} \cdot \left(P-Q\right)\right]\mathbf {R} =\mathbf {0} }
ma {\displaystyle \left[\mathbf {R} \cdot \left(P-Q\right)\right]\mathbf {R} =\mathbf {0} }, e quindi
{\displaystyle \Leftrightarrow \left(Q-P\right)={\frac {\mathbf {R} \times \mathbf {M} _{P}}{R^{2}}}}
- {\displaystyle I\neq 0}
  - {\displaystyle I=M_{P}R\cos \theta } : allora il momento {\displaystyle \mathbf {M} _{P}} è minimo quando la risultante è parallela al momento stesso. Infatti:

{\displaystyle \Rightarrow M_{P}={\frac {I}{R\cos \theta }}={\frac {1}{R}}{\frac {\left|I\right|}{\left|\cos \theta \right|}}}
{\displaystyle M_{P}} è minimo {\displaystyle \Leftrightarrow \cos \theta =1\Leftrightarrow \theta _{1}=0,\theta _{2}=\pi \Leftrightarrow \mathbf {M} _{P}//\mathbf {R} }

### Massima riducibilità di un sistema di vettori applicati
L'invariante scalare è indice della possibilità di ridurre il numero dei componenti di un dato sistema di vettori in una quantità minima di un sistema ad esso equivalente. Si presentano i seguenti casi:
- {\displaystyle I=0}
  - {\displaystyle \mathbf {R} =\mathbf {0} ,\mathbf {M} _{P}=\mathbf {0} } : il sistema è equilibrato, ossia equivalente ad un vettore nullo applicato in un punto qualunque
  - {\displaystyle \mathbf {R} =\mathbf {0} ,\mathbf {M} _{P}\neq \mathbf {0} } : il sistema è equivalente ad una coppia di momento {\displaystyle \mathbf {M} _{P}}
  - {\displaystyle \mathbf {R} \neq \mathbf {0} ,\mathbf {M} _{P}=\mathbf {0} } : il sistema è equivalente al vettore {\displaystyle \mathbf {R} } applicato nel polo P appartenente all'asse centrale
  - {\displaystyle \mathbf {R} \neq \mathbf {0} ,\mathbf {M} _{P}\neq \mathbf {0} \Rightarrow \mathbf {R} \perp \mathbf {M} _{P}} : allora esiste un polo {\displaystyle Q:\left(Q-P\right)={\frac {\mathbf {R} \times \mathbf {M} _{P}}{R^{2}}},\mathbf {M} _{Q}=\mathbf {0} } . Il sistema è equivalente al vettore {\displaystyle \mathbf {R} } applicato in Q appartenente all'asse centrale
- {\displaystyle I\neq 0}

{\displaystyle \mathbf {R} \neq \mathbf {0} ,\mathbf {M} _{P}\neq \mathbf {0} \ \forall \ P} : il sistema è equivalente al vettore {\displaystyle \mathbf {R} } applicato nel polo P con una coppia di momento {\displaystyle \mathbf {M} _{P}}